# Пшилогі
Пшилогі (пол. Przyłogi) — село в Польщі, у гміні Смикув Конецького повіту Свентокшиського воєводства.
Населення — 447 осіб (2011).
У 1975-1998 роках село належало до Келецького воєводства.

## Демографія
Демографічна структура на день 31 березня 2011 року:
|          | Загалом | Допрацездатний вік | Працездатний вік | Постпрацездатний вік |
| -------- | ------- | ------------------ | ---------------- | -------------------- |
| Чоловіки | 221     | 41                 | 155              | 25                   |
| Жінки    | 226     | 52                 | 119              | 55                   |
| Разом    | 447     | 93                 | 274              | 80                   |